# وزارة التنمية الاجتماعية (الأردن)
وزارة التنمية الاجتماعية هي الوزارة المعنية بالعمل الاجتماعي وتوفير الضمان الاجتماعي الشامل وتنسيق الخدمات الاجتماعية لجميع المواطنين وتقديم المساعدات العينية والنقدية، والاشراف على الجمعيات الخيرية والهيئات التطوعية في الأردن بما يتفق مع القوانين والأنظمة ، والاشراف على الأحداث ومراقبة سلوك الجانحين منهم، بالإضافة لدورها في رعاية الطفولة والأمومة وشؤون الأسرة، ومكافحة التشرد والتسول، ولها دور في مكافحة البطالة والحد من الفقر من خلال تمويل المشاريع الصغيرة للأسر الفقيرة، يضاف لدور الوزارة رعاية ذوي الاحتياجات الخاصة وتقديم الخدمات المناسبة لهم.

## التأسيس
بعد بدء الهجرة إلى المدن من الريف عام 1948 إثر النكبة، تم استحداث دائرة للشؤون الاجتماعية لمعالجة المشاكل الاجتماعية للمهاجرين الأردنيين. عام 1953 تم نقل الدائرة إلى وزارة الصحة وضم مهام جديدة لها مثل تقديم المساعدة للفقراء ورعاية الاحداث.
ثم في عام 1956 تم ضمها لوزارة العمل تحت اسم وزارة الشؤون الاجتماعية والعمل ، ثم تغير اسمها سنة 1975 لتصبح وزارة التنمية الاجتماعية والعمل، وفي عام 1979 إنفصلت الوزارة عن وزارة العمل لتصبح وزارة التنمية الاجتماعية. بدأ العمل الاجتماعي في الأردن تطوعياً، من خلال الجمعيات الخيرية، التي تشكلت في الفترة من عام1912-1935، بموجب قانون الجمعيات العثماني؛ لأسباب ظاهرها اجتماعي( التكافل الاجتماعي). بعد تأسيس الدولة في مطلع العقد الثاني من عشرينيات القرن العشرين، فقد سجلت العديد من الجمعيات الخيرية بموجب قانون الجمعيات الأردني لعام 1936، لدى رئاسة الوزراء.

## مهام الوزارة
تزايدت مهام الوزارة منتأسيسها وإلى اليوم ومن أهم مهامها:
المهام : 
تتولى الوزارة في سبيل تحقيق أهدافها القيام بالمهام والصلاحيات التالية: -
أ. وضع السياسات الاجتماعية وتنفيذها بالتعاون مع الجهات ذات العلاقة.
ب. إعداد الخطط والاستراتيجيات والبرامج اللازمة لتنفيذ وتطوير أنظمة الحماية والرعاية والتنمية الاجتماعية وتعزيز الإنتاجية للفئات المستهدفة.
ج. المساهمة في توفير خدمات الحماية والرعاية والتنمية الاجتماعية وتعزيز الإنتاجية والدعم للفئات المستهدفة والتنسيق مع الجهات ذات العلاقة بذلك.
د. تنظيم وتنسيق وتوجيه الجهود المبذولة لتقديم الخدمات والمساعدات للفئات المستهدفة بهدف منع الازدواجية في تقديم الخدمة من خلال اعتماد آلية لتنظيم وتبادل البيانات.
هـ. التنسيق مع الجهات ذات العلاقة في رصد الظواهر الاجتماعية السلبية والحد منها.
و. إنشاء وترخيص المؤسسات التي تقدم خدماتها للفئات الواردة في المادة (6) من هذا القانون.
ز. المساهمة في تنمية المجتمع المحلي لرفع مستوى الوعي الاجتماعي والاقتصادي والثقافي لأفراده.
ح. تنظيم مبادرات المسؤولية المجتمعية وترخيصها.
ط. إعداد قواعد بيانات خاصة بعمل الوزارة تتضمن الفئات المستهدفة والخدمات التي تقدمها .
ي. الإشراف والرقابة والتفتيش على المؤسسات والجهات المرخصة من قبلها.
ك. التعاون والتنسيق مع الجهات المحلية والعربية والدولية بما في ذلك إبرام الاتفاقيات ذات العلاقة بعمل الوزارة وأهدافها مع المنظمات والهيئات الإقليمية والدولية بموافقة مجلس الوزراء.
ل. إعداد التشريعات ذات العلاقة بمهام الوزارة وأهدافها.
م. رقمنة خدمات الحماية والرعاية الاجتماعية وتعزيز الانتاجية التي تقدمها الوزارة.
ن. أي مهام أخرى تعهد إليها بمقتضى أي تشريع آخر أو قرارات صادرة عن مجلس الوزراء

## الوزراء
تقلد منصب وزير التنمية الاجتماعية الأسماء االتالية:
- أيمن رياض المفلح، أكتوبر 2020 -
- بسمه موسى اسحاقات، 2018 - 2020
- هالة بسيسو لطوف، 2018
- المهندس وجيه عزايزة، 2016 -2018
- خولة إبراهيم العرموطي، 2016
- الاستاذة المحامية ريم أبو حسان، 2013 - 2016
- المهندس وجيه عزايزة، 2012 - 2013
- السيدة نسرين بركات
- المهندس وجيه عزايزة
- السيدة سلوى الضامن
- السيــــدة هالة بسيسو لطوف
- الدكتور سليمان الطراونة
- الدكتور عبد الله عويدات
- السيد رياض ابوكركي
- الدكتورة رويدة المعايطة
- السيدة تمام الغول
- الدكتور محمد جمعة الوحش 1999-2000
- الدكتور فيصل الرفوع
- الدكتور محمد خير مامسر
- المهندس حماد ابوجاموس
- السيدة سلوى المصري
- الدكتور محمد الصقور
- الدكتور امين المشاقبة
- الدكتور عوني البشير
- السيد يوسف العظم
- السيد عبدالمجيد الشريدة 1989-1991
- الدكتور زهير ملحس 1989
- الدكتور فواز طوقان
- السيد رشيد عريقات
- المهندس خالد الحاج حسن
- الدكتور تيسير عبد الجابر
- السيد عبدالسلام كنعان
- السيدة انعام المفتي
- السيد عصام العجلوني
- السيد سامي ايوب
- السيد يوسف الذهني 1973-1974
- السيد علي عناد خريس 1972-1973
- السيد مصطفى دودين
- المهندس فؤاد قاقيش
- الدكتور يعقوب أبو غوش
- السيد إميل الغوري
- السيد الدكتور فريد عكشة
- السيد مصباح الكاظمي
- السيد ذوقان الهنداوي
- السيد أحمد أبو قورة 1966-1966
- السيد صالح برقان
- السيد نصفت كمال 1965-1966
- السيد كامل محي الدين
- السيد امين الحسيني
- السيد راشد النمر
- الشيخ ابراهيم القطان
- السيد خليل السالم
- السيد بشير الصباغ
- السيد وصفي ميرزا
- السيد عاكف الفايز
- السيد سليمان طوقان 1957-1958
- السيد امين مجج
- السيد صالح المعشر
- السيد جميل التوتنجي
- السيد علي حسنا
- السيد مصطفى خليفة 1-5 / 1956

| الصورة                  | الاسم (مواليد–وفاة)     | فترة شغل المنصب         | فترة شغل المنصب         | فترة شغل المنصب         | الحزب                   | الحزب                   | الحكومة                 | ملاحظات                 |
| الصورة                  | الاسم (مواليد–وفاة)     | تولى المنصب             | غادر المنصب             | المدة                   | الحزب                   | الحزب                   | الحكومة                 | ملاحظات                 |
| وزير التنمية الاجتماعية | وزير التنمية الاجتماعية | وزير التنمية الاجتماعية | وزير التنمية الاجتماعية | وزير التنمية الاجتماعية | وزير التنمية الاجتماعية | وزير التنمية الاجتماعية | وزير التنمية الاجتماعية | وزير التنمية الاجتماعية |
| ----------------------- | ----------------------- | ----------------------- | ----------------------- | ----------------------- | ----------------------- | ----------------------- | ----------------------- | ----------------------- |
|                         | الاسم (0000–0000)       | 01 شهر 0000             | 01 شهر 0000             | 1 سنة و31 أيام          |                         | مستقل                   | الحكومة                 |                         |
|                         | الاسم (0000–0000)       | 01 شهر 0000             | 01 شهر 0000             | 1 سنة و31 أيام          |                         | مستقل                   | الحكومة                 |                         |
|                         | الاسم (0000–0000)       | 01 شهر 0000             | 01 شهر 0000             | 1 سنة و31 أيام          |                         | مستقل                   | الحكومة                 |                         |
|                         | الاسم (0000–0000)       | 01 شهر 0000             | 01 شهر 0000             | 1 سنة و31 أيام          |                         | مستقل                   | الحكومة                 |                         |
|                         | الاسم (0000–0000)       | 01 شهر 0000             | 01 شهر 0000             | 1 سنة و31 أيام          |                         | مستقل                   | الحكومة                 |                         |
|                         | الاسم (0000–0000)       | 01 شهر 0000             | 01 شهر 0000             | 1 سنة و31 أيام          |                         | مستقل                   | الحكومة                 |                         |
|                         | الاسم (0000–0000)       | 01 شهر 0000             | 01 شهر 0000             | 1 سنة و31 أيام          |                         | مستقل                   | الحكومة                 |                         |
|                         | أيمن المفلح (1962–)     | 12 تشرين الأول 2020     | 27 تشرين الأول 2022     | 2 سنوات و15 أيام        |                         | مستقل                   | حكومة بشر الخصاونة      |                         |
|                         | وفاء بني مصطفى (1979–)  | 27 تشرين الأول 2022     | في المنصب               | 2 سنوات و147 أيام       |                         | مستقل                   | حكومة بشر الخصاونة      |                         |